# Janine Cardoso

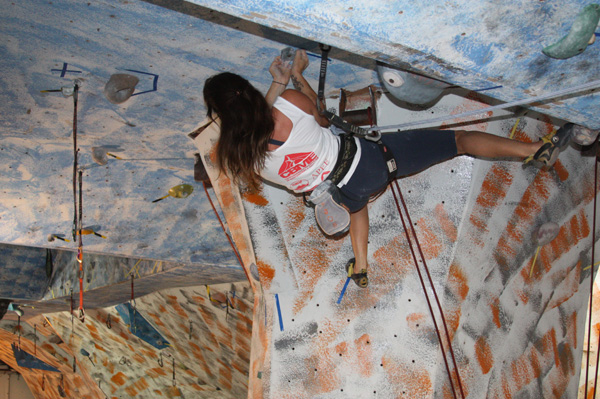
Em escalada, em 2009.

Janine Cardoso (São Paulo, 1974) é uma montanhista e jornalista brasileira. Fundou e presidiu a Associação Brasileira de Escalada Esportiva.
Venceu dez vezes o campeonato brasileiro de escalada esportiva (modalidade dificuldade). Iniciou o montanhismo em 1993. Aposentou-se de disputas oficiais em 2016.
Em 2008, sagrou-se campeã do campeonato de escalada da América Central e do Sul. Foi a primeira brasileira a conseguir a classificação para a etapa semifinal da Copa do Mundo de Escalada Esportiva, em 2006.
Tem uma filha, Manuela.